# Rudolf von Horn (General, 1833)
Rudolf Karl Wilhelm von Horn (* 1. März 1833 in Wittenberg; † 4. Mai 1905 in Moys) war ein preußischer Generalmajor.

## Leben

### Herkunft
Er entstammte dem Briefadelsgeschlecht Horn, die eine Reihe hoher Offiziere der Preußischen Armee hervorgebracht hatte. Er war ein Sohn des späteren Generalleutnants Rudolf von Horn (1798–1863) und dessen Ehefrau Berta Renate, geborene von Reckow (1799–1845).

### Militärkarriere
Nach seiner Erziehung im elterlichen Hause besuchte Horn die Kadettenhäuser in Bensberg und Berlin. Anschließend wurde er am 26. April 1851 als charakterisierter Fähnrich dem 29. Infanterie-Regiment der Preußischen Armee überwiesen und avancierte bis Ende November 1851 zum Sekondeleutnant. Am 8. Juli 1855 nahm er seinen Abschied, wurde jedoch am 19. April 1856 wieder angestellt. Horn fungierte vom 1. Oktober 1858 bis zum 31. Mai 1859 als Bataillonsadjutant. Anschließend wurde er in das 26. Infanterie-Regiment nach Magdeburg versetzt, Mitte August 1860 zum Premierleutnant befördert und nahm 1864 am Krieg gegen Dänemark teil. Im September 1865 stieg Horn zum Hauptmann und Kompaniechef auf. Er führte seine Kompanie 1866 während des Krieges gegen Österreich in den Kämpfen bei Münchengrätz, Königgrätz und Pressburg. Für sein Verhalten wurde er mit dem Roten Adlerorden IV. Klasse mit Schwertern ausgezeichnet.
Im Krieg gegen Frankreich nahm Horn 1870/71 mit seiner 4. Kompanie an der Schlacht bei Gravelotte, dem Gefecht bei Beaumont sowie der Belagerung von Paris teil. Neben dem Eisernen Kreuz II. Klasse erhielt er das Ehrenkreuz III. Klasse des Fürstlichen Hausordens von Hohenzollern mit Schwertern. Nach dem Friedensschluss erfolgte mit der Beförderung zum Major am 21. Februar 1874 seine Versetzung nach Saarlouis in das 8. Rheinische Infanterie-Regiment Nr. 70. Dort wurde Horn am 4. Juli 1874 zum Kommandeur des I. Bataillons ernannt, das ab 1. April 1876 in Trier stationiert war. In dieser Eigenschaft Mitte September 1881 zum Oberstleutnant befördert, kam Horn am 15. November 1883 als etatsmäßiger Stabsoffizier in den Regimentsstab. Unter Stellung à la suite des Regiments folgte am 6. Dezember 1884 seine Versetzung als Kommandant nach Kolberg. Er avancierte am 14. Juli 1885 zum Oberst und wurde am 22. März 1888 unter Belassung à la suite seines Regiments zum Kommandanten der Feste Boyen ernannt. Am 6. November 1888 erhielt Horn den Charakter als Generalmajor. In Genehmigung seines Abschiedsgesuches wurde er am 20. Juli 1892 mit der gesetzlichen Pension zur Disposition gestellt. Nach seiner Verabschiedung verlieh ihm Wilhelm II. in Würdigung seiner Verdienste im August 1892 den Roten Adlerorden II. Klasse mit Eichenlaub und Schwertern am Ringe.

### Familie
Horn hatte sich am 28. November 1862 in Magdeburg mit Ida Großer (* 1840) verheiratet. Aus der Ehe gingen sechs Kinder hervor, darunter der spätere deutsche General der Artillerie Rudolf (1866–1934), ferner:
- Friedrich (* 1863), preußischer Hauptmann a. D.
- Hans (* 1865), Plantagenbesitzer in Ostafrika ⚭ Marie von Cölln (* 1868)
- Kuno (1868–1911), preußischer Hauptmann a. D.
- Horst (* 1872), Plantagenbesitzer in Ostafrika ⚭ Mita Gaetjens
- Gertrud (* 1875) ⚭ Dr. N.N. Frank